# Equilibrio di bilancio (enti locali)
Nella legislazione italiana riguardante le amministrazioni comunali, l'equilibrio è rappresentato dal raggiungimento di un saldo finale (fondo di cassa) tra le entrate e le spese previste nel bilancio di previsione non negativo, a cui si aggiunge l'obbligo di coprire le spese correnti (ovvero di gestione) con le sole entrate correnti (Entrate tributarie, Entrate derivanti da trasferimenti, Entrate extratributarie).

## I trattati internazionali e la riforma costituzionale
Il 18 aprile 2012 è stato definitivamente approvato il disegno di legge costituzionale che ha portato alla modifica di tre articoli della Costituzione. Innanzitutto, modifica l'art. 53 aggiungendovi un nuovo comma, il quale costituzionalizza il principio di pareggio di bilancio relativamente all'aggregato delle pubbliche amministrazioni; secondariamente, il disegno di legge riformula l'art. 81 introducendovi il principio nella disciplina di pareggio di bilancio dello stato; da ultimo, l'art. 119 è stato modificato con lo scopo di applicare il principio di pareggio di bilancio nella disciplina relativa alla finanza di Regioni, Comuni, Province e Città metropolitane. L’emendamento che interessa questa analisi è quello relativo al novellato art. 81 c.3 Cost.: «Ogni legge che importi nuovi o maggiori oneri provvede ai mezzi per farvi fronte»; questa è una delle disposizioni più controverse della Costituzione italiana, l’ambiguità che la connota è il risultato compromissorio ottenuto in seno all’Assemblea Costituente per conciliare le diverse correnti ideologiche. Tale ambiguità, inoltre, è il risultato di una determinata evoluzione costituzionale. La Corte Cost. ha più volte sottolineato che il raggiungimento del pareggio di bilancio deve essere valutato più come un obiettivo politico che come una obbligazione legale 35. Lo scopo implicito, prima di accogliere gli indirizzi comunitari, dell’art. 81 Cost. non era tanto quello di stabilire un limite sostanziale all’indebitamento ma, piuttosto, di arginare l’iniziativa parlamentare nel settore della finanza pubblica. Pertanto, tale principio può essere visto come strumento di razionalizzazione del sistema parlamentare. Le disposizioni che sanciscono il vincolo di bilancio e le possibili deroghe sono in linea con quanto sancito dalle riforme delle carte costituzionali analizzate; inoltre l’art. 5 c. 1 let. f della legge costituzionale 1/2012 provvede all’istituzione di un organo indipendente di vigilanza, creato sul modello del CPFF spagnolo37 e dello Stabilitätsrat tedesco, con la funzione di analizzare e riesaminare gli andamenti della finanza pubblica e valutare la conformità con le regole di bilancio. Queste disposizioni sono state implementate nell’ordinamento italiano tramite la Legge 243/2012.

## Equilibri del bilancio comunale
Oltre a stabilire la struttura e il sistema di rilevazione contabile del bilancio comunale, il T.U.E.L. prevede alcune regole circa gli equilibri di bilancio, ovvero il rapporto tra le voci di entrata e quelle di spesa. 
Tutti gli equilibri devono essere garantiti sia in sede di approvazione del bilancio di previsione che nel caso di variazioni in corso d'esercizio. Inoltre, il Consiglio comunale prevede, con periodicità stabilita dal regolamento dell'ente, al controllo dello stato di attuazione del bilancio.

### Pareggio di bilancio
Il Testo unico degli enti locali (TUEL) stabilisce che il bilancio di previsione debba sempre chiudersi con il pareggio tra le entrate e le spese previste. 
L'obbligo di pareggio nel bilancio di previsione garantisce ai cittadini che l'ente comunale non spenda di più di quanto a sua disposizione (e che, quindi, le spese siano maggiori delle entrate), e allo stesso modo obbliga il Comune a programmare interamente come intende disporre delle risorse a sua disposizione a favore dei cittadini (la cosiddetta, capacità di spesa).

### Pareggio corrente
Il TUEL prevede inoltre l'obbligo di equilibrio di parte corrente. In questo caso le previsioni di competenza relative alle spese correnti sommate  alle previsioni di competenza relative ai trasferimenti  in  c/capitale, al saldo negativo delle partite finanziarie e alle quote di capitale delle rate di ammortamento dei mutui e degli altri prestiti, con l'esclusione   dei   rimborsi   anticipati,   non   possono    essere complessivamente superiori alle previsioni di  competenza dei  primi tre titoli dell'entrata, ai contribuiti  destinati  al  rimborso dei prestiti e all'utilizzo dell'avanzo di competenza di parte corrente e non possono avere altra forma di finanziamento, salvo  le  eccezioni tassativamente indicate nel  principio  applicato  alla  contabilità finanziaria necessarie a garantire elementi  di  flessibilità  degli equilibri  di  bilancio  ai   fini   del   rispetto   del   principio dell'integrità.
In questo modo il legislatore ha voluto garantire che non si finanziassero con entrate non ricorrenti spese correnti, ovvero di carattere annuale ricorrente. 

### Fonti di finanziamento
Un altro aspetto importante riguarda le fonti di finanziamento che si possono usare per la copertura degli investimenti, ovvero di spese a lungo termine che il comune decide di sostenere per la realizzazione di opere nel proprio territorio. 
In accordo con il T.U.E.L.. le spese di lungo termine possono essere coperte solamente da:
- avanzi di bilancio
- Entrate da trasferimenti in conto capitale da Stato, Regioni o altri enti pubblici (Titolo IV)
- mutui
- eventuali entrate correnti (Titolo I, Titolo II e Titolo III) in accordo con quanto previsto dalla legge.